# حزب مصر القومي
حزب مصر القومي تأسس عقب ثورة 25 يناير. رئيسه الأول طلعت السادات وبعد وفاته يتنازع على الرئاسة نائب الرئيس السابق د/روفائيل بولس وعفت السادات. أمين العضوية الأصلي هو اللواء/ إسماعيل مكى. ومن ضمن المؤسسين توفيق عكاشة. وقد رشّح الحزب كلّ من « مرتضى منصور » و « أحمد عوض الصعيدي » لانتخابات الرئاسة المصرية 2012. يوجد نزاع على رئاسة الحزب بين عفت السادات وروفائيل بولس وآخرين، مما يفقد الحزب فرصة تزكية مرشح للرئاسة.